# Tapis convoyeur à béton embarqué
Le tapis convoyeur à béton embarqué (TCBE) est un équipement de manutention permettant de livrer du béton de ciment mais également du sable et du gravier jusqu’à 17 m du camion malaxeur sur lequel il est installé.

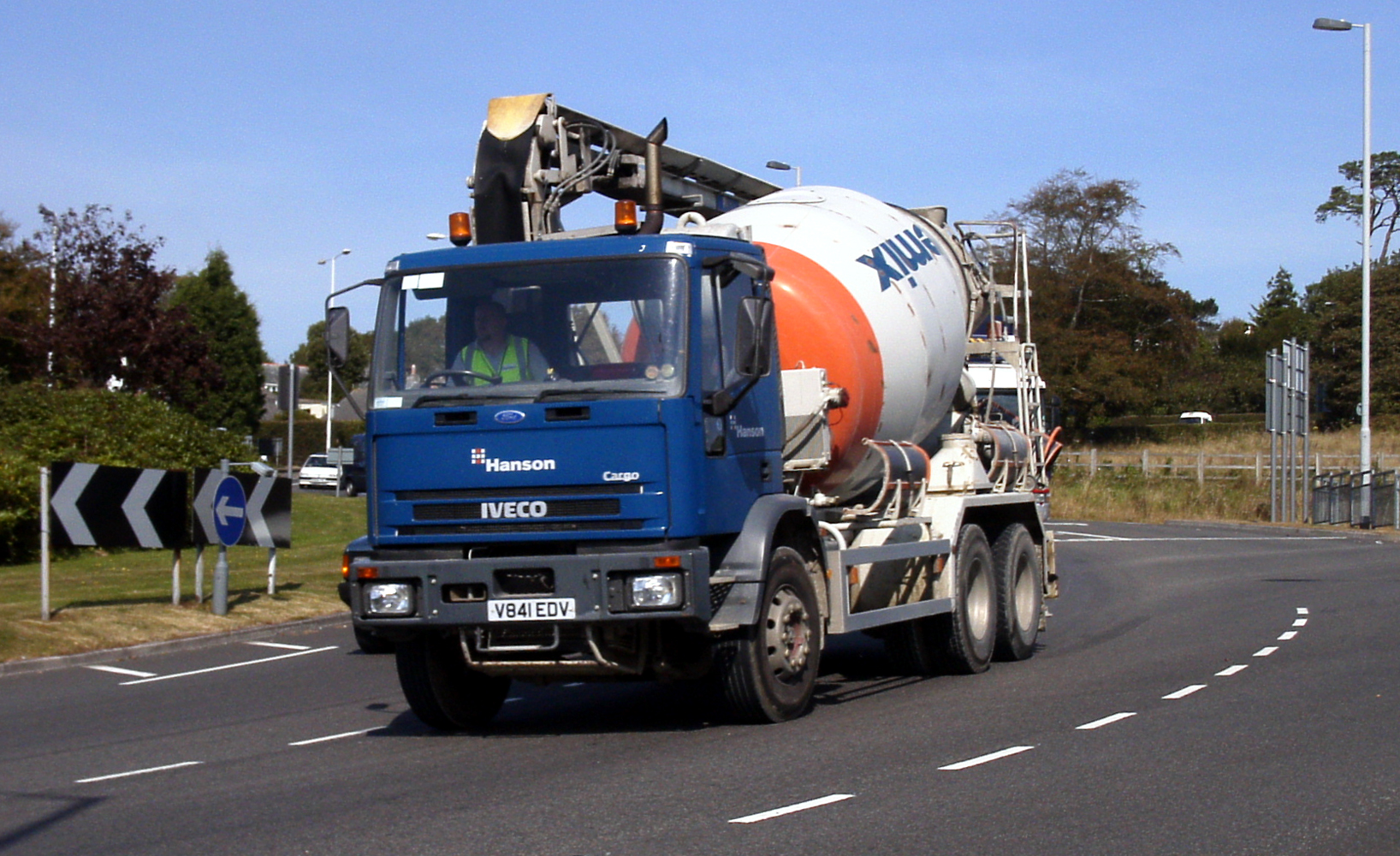
Malaxeur à béton équipé d'un tapis convoyeur.

Autoporté donc immédiatement disponible, sans coordination avec un autre matériel, le TCBE permet au chauffeur de gérer toute la livraison, ce qui génère une économie de temps et de main-d’œuvre. 
Il existe différents types de tapis convoyeurs à béton embarqués : 
- les tapis standards (c'est-à-dire sans télescope ni goulotte rotative) ;
- les tapis télescopiques (avec un ou deux télescopes) permettant de gagner en flexibilité ;
- les tapis télescopiques à goulotte rotative (avec un télescope sur le deuxième élément et une goulotte rotative à 360° en tête de tapis) permettant de livrer le béton de manière encore plus précise.